# OLT Express
La OLT Express (code AITA : ? ; code OACI : ?) était une compagnie aérienne polonaise. Créée en 2011, elle est la fusion de OLT Jetair et de Yes Airways. Elle desservait des destinations à l'intérieur de la Pologne et en Europe.

## Flotte
- Airbus A320
- Airbus A319
- ATR 72
- ATR 42
- Fokker 100

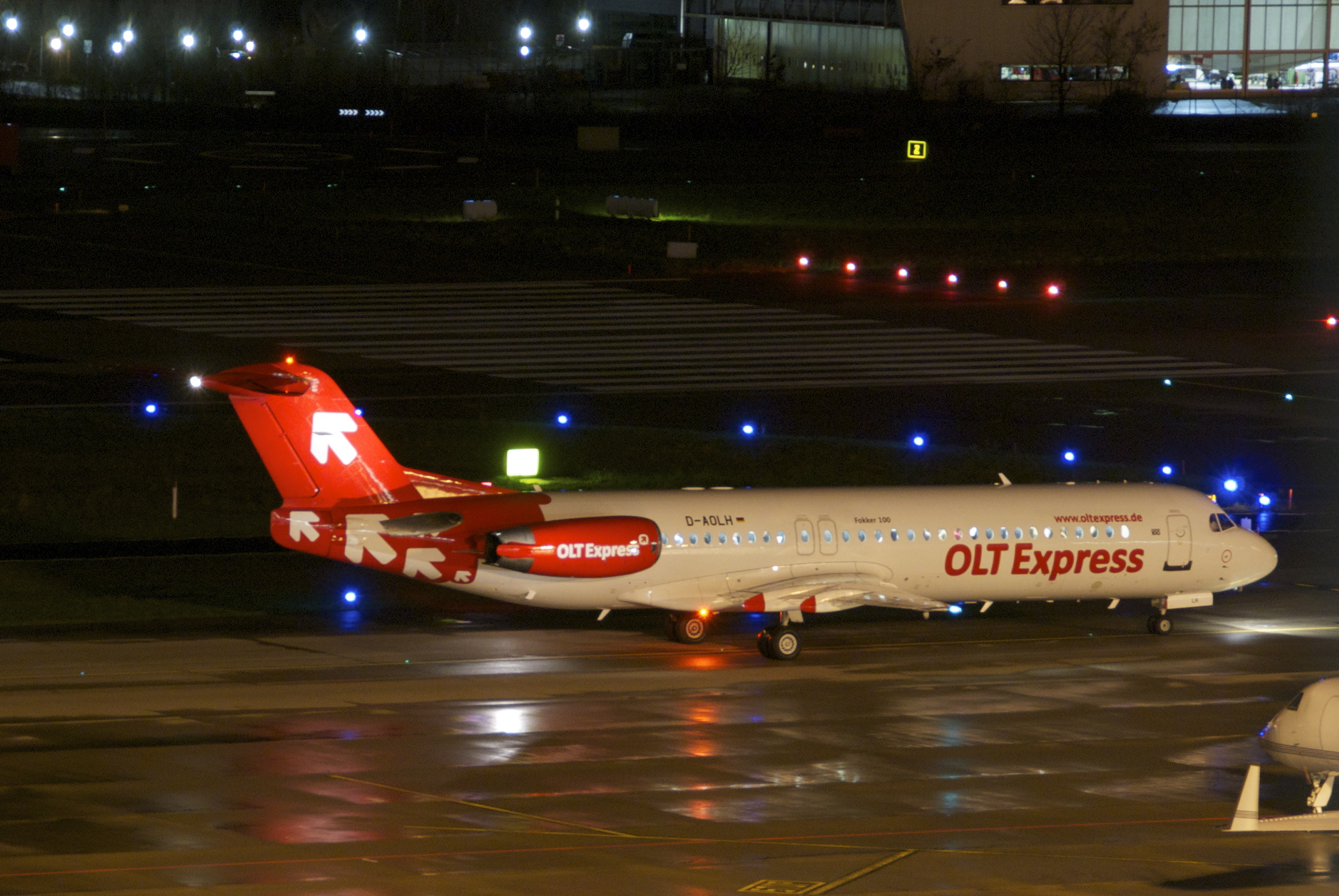
Fokker 100 d'OLT Express en 2012

On peut aller de Paris Orly jusqu'à Bydgoszcz ou Gdańsk ou Łódź ou Rzeszów ou Varsovie